# Eugenio Torre
Eugenio Torre (sinh ngày 4 tháng 11 năm 1951) là một kỳ thủ cờ vua người Philippines. Năm 1974, ở tuổi 22, ông trở thành kỳ thủ châu Á đầu tiên đạt được danh hiệu đại kiện tướng sau khi giành huy chương đồng cá nhân tại Olympiad cờ vua tổ chức tại Nice, Pháp. Ông được coi là kỳ thủ cờ vua mạnh nhất Philippines trong các thập niên 1980 và 1990 và đã ngồi bàn 1 của tuyển Philippines trong 17 Olympiad Cờ vua liên tiếp.
Trong một giải đấu ở Manila năm 1976, Torre là người duy nhất đánh bại đương kim vô địch thế giới Anatoly Karpov trong một ván đấu đã trở thành một phần của lịch sử cờ vua Philippines. Năm 1982, ông đã giành được suất tham dự Giải ứng viên của Giải vô địch cờ vua thế giới, sau đó thua Zoltan Ribli. Ông là trợ tá của Bobby Fischer trong trận đấu năm 1992 với Boris Spassky ở Nam Tư.

## Sự nghiệp cờ vua

### 1970–1984

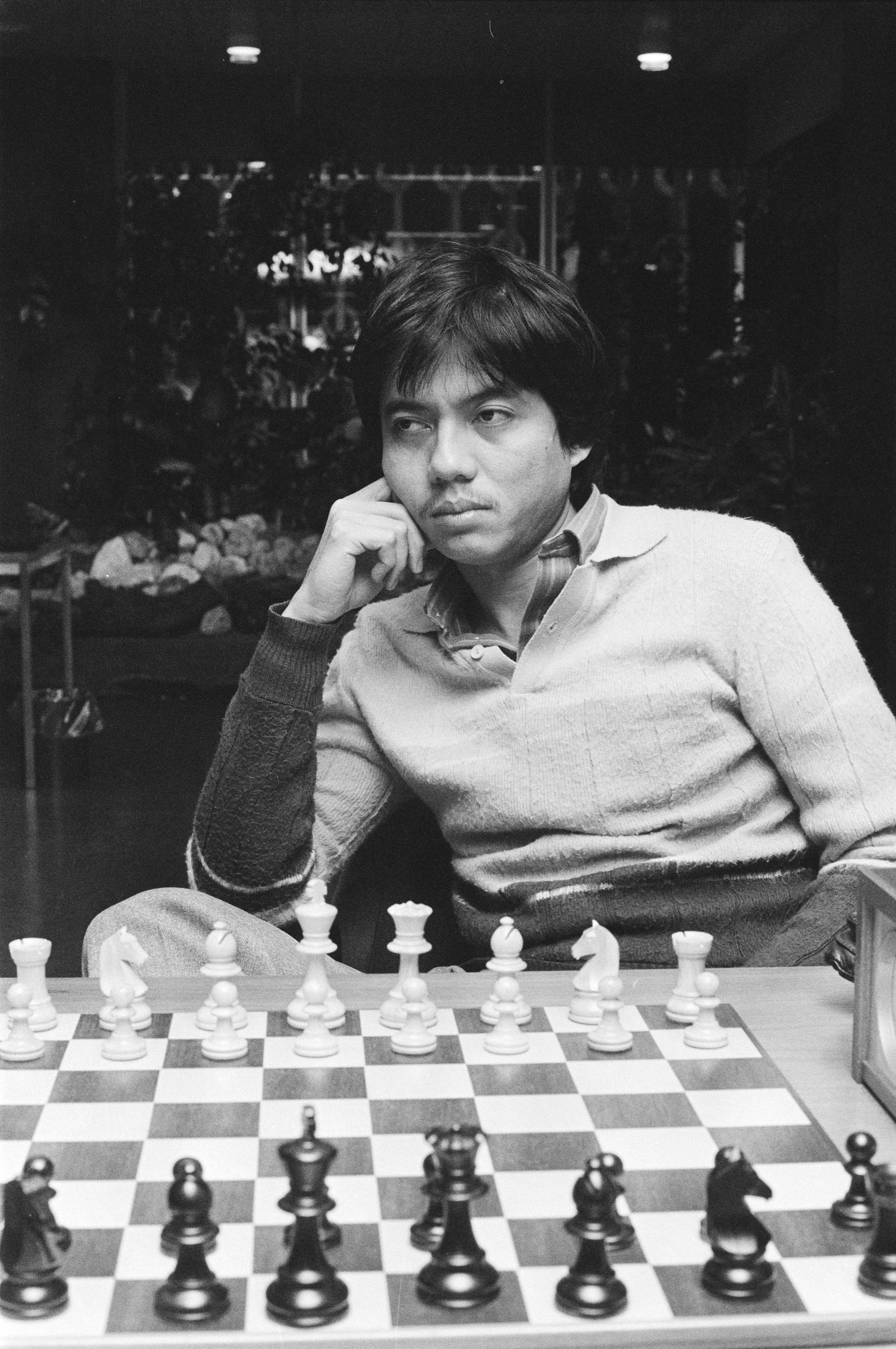
Torre năm 1982

Năm 1970, ở tuổi 19, Torre đã giành cú đúp vô địch trẻ quốc gia và vô địch quốc gia. Ở Giải vô địch cờ vua thanh niên thế giới 1971, ông xếp hạng tư, đồng điểm nhưng hơn hệ số phụ Rafael Vaganian. Torre giành quyền tham dự Giải đấu liên khu vực Leningrad năm 1973. Tuy chỉ xếp ở nửa dưới bảng xếp hạng, Torre đã có một ván thắng đáng nhớ trước cựu vua cờ Mikhail Tal.
Torre được biết đến là kỳ thủ châu Á đầu tiên đạt được danh hiệu đại kiện tướng vào năm 1974.
Torre trở nên nổi bật vào năm 1976 như một nhà thách đấu trong tương lai khi chiến thắng một giải đấu mạnh gồm bốn kỳ thủ ở Manila trước vua cờ Anatoly Karpov - do đó trở thành kỳ thủ đầu tiên xếp trên Karpov trong một giải đấu kể từ khi Karpov vô địch thế giới. Vào mùa hè năm 1976, ba đại kiện tướng đã tới Manila để tham gia giải đấu cờ vua Marlboro-Loyola Kings Challenge. Đó là (theo thứ tự Elo): vua cờ Anatoly Karpov (2695) của Liên Xô, Ljubomir Ljubojević (2620) của Nam Tư và Walter Browne (2585) của Hoa Kỳ. Họ cùng kỳ thủ chủ nhà Eugenio Torre (2505) thi đấu một giải vòng tròn hai lượt. Xét theo Elo trung bình của các kỳ thủ, giải đấu thuộc nhóm XV.
Kết quả thật ngạc nhiên và đáng nhớ nhờ lối chơi đầy cảm hứng của Torre. Ông không chỉ đánh bại vua cờ ở vòng hai mà chung cuộc còn xếp trên Karpov, một thành tích chưa ai đạt được kể từ khi Karpov trở thành vua cờ. Thành công của ông ở giải này đã mang lại cho Torre một vị trí trong lịch sử. Bảng xếp hạng cuối cùng như sau:
|   |            | 1   | 2   | 3   | 4   | Điểm |
| - | ---------- | --- | --- | --- | --- | ---- |
| 1 | Torre      | –   | 1 ½ | ½ 1 | 1 ½ | 4½   |
| 2 | Karpov     | 0 ½ | –   | 1 ½ | ½ ½ | 3    |
| 3 | Ljubojević | ½ 0 | 0 ½ | –   | ½ 1 | 2½   |
| 4 | Browne     | 0 ½ | ½ ½ | ½ 0 | –   | 2    |

Đỉnh cao sự nghiệp của Torre là đầu thập niên 1980 khi ông xếp hạng 20 thế giới. Torre lọt vào Giải đấu Ứng viên của Giải vô địch cờ vua thế giới 1984 sau khi đồng hạng nhất với Lajos Portisch ở giải liên khu vực Toluca năm 1982, trở thành kỳ thủ châu Á đầu tiên giành quyền tham dự Giải đấu ứng viên. Các kỳ thủ đấu loại trực tiếp để chọn ra nhà thách đấu ngôi vô địch thế giới. Torre bị loại khi thua trận đầu tiên trước Zoltán Ribli với tỷ số 4–6.
Sau khi thua trận tứ kết giải đấu ứng viên trước Ribli năm 1983, Torre trở nên vỡ mộng với cờ vua và phần nào đã chuẩn bị giải nghệ. Ông tiếp tục có được chút danh tiếng nhờ chương trình truyền hình Chess Today của mình trong vòng một giờ mỗi ngày.
Năm 1984, Torre được chọn khoác áo đội Thế giới ở trận đấu Liên Xô với Thế giới thứ hai, được tổ chức tại London, Anh. Đội Liên Xô do hai kỳ thủ hàng đầu thế giới thời điểm đó dẫn đầu, đó là Garry Kasparov (Elo 2710) và Karpov (2700), trong khi phần còn lại của Thế giới do Viktor Korchnoi và Ljubomir Ljubojević dẫn đầu, cùng có Elo 2635. Torre có Elo 2565 đã ghi được 2/3 điểm khi thắng 2 và thua 1 trước Andrei Sokolov.

### Các giải đấu đồng đội

#### Olympiad cờ vua
Từ năm 1970 đến năm 2016, cựu sinh viên ngành quản trị kinh doanh của Học viện Công nghệ Mapúa đã khoác áo tuyển quốc gia 23 lần trong các Olympiad Cờ vua, trở thành kỳ thủ tham dự nhiều Olympiad nhất, vượt qua thành tích 20 lần tham dự của Lajos Portisch, trong đó là 19 lần liên tiếp, phá kỷ lục 18 lần liên tiếp của Heikki Westerinen. Ông ngồi bàn cao nhất của Philippines với kỷ lục 17 lần, trừ các giải 1970, 2006 và từ 2010 trở đi. Đỉnh cao trong sự nghiệp Olympiad của ông là bốn lần giành huy chương đồng cá nhân bàn 1. Olympiad cờ vua lần thứ 21 (Nice 1974) ông bất bại trong 19 ván (+9 =10), đạt 14 điểm, có tỷ lệ thắng 73,7% và hiệu suất thi đấu ở mức cao 2622 (so với Elo của ông 2450). Olympiad cờ vua lần thứ 24 (Valletta 1980), ông đạt 11/14 điểm (+9 =4 –1), tỷ lệ thắng 78,6% và hiệu suất thi đấu 2683. Olympiad cờ vua lần thứ 27 (Dubai 1986), ông đạt 9½/13 điểm (+7 =5 –1), tỷ lệ thắng 73,1% và hiệu suất thi đấu 2637. Cuối cùng là Olympiad Cờ vua thứ 42 (Baku 2016), Torre ngồi bàn 3. Dù đã 65 tuổi nhưng ông là kỳ thủ Philippines duy nhất thi đấu toàn bộ 11 ván, bất bại (+9 =2). Ông có hiệu suất thi đấu rất cao là 2836 và giành huy chương đồng bàn 3 một cách bất ngờ, chỉ sau đồng đội cũ Wesley So và Zoltan Almasi. Ông tăng 47 Elo qua giải này, từ 2447 lên 2494.
Năm 1988 tại Thessaloniki, Torre dẫn đầu tuyển Philippines giành hạng 7, là kết quả tốt nhất trong lịch sử Olympiad.. Ở vòng cuối, Philippines trong nhóm tranh chấp huy chương nhưng thua Nam Tư. Torre giành 9/14 điểm (+6 =6 –2), hiệu suất thi đấu 2620 .
Năm 2012, tại Olympiad Cờ vua thứ 40 ở Istanbul, Torre lần thứ 21 tham dự Olympiad, phá kỷ lục chia sẻ với Lajos Portisch. Tại Olympiad này ông ngồi bàn 3 Olympiad Cờ vua năm 2016 được tổ chức tại Baku, Torre đã chơi kỳ Olympiad thứ 23, tiếp tục nâng cao kỷ lục của mình. Đây là Olympiad cuối cùng của ông cho đến nay.
Tổng cộng trong khoảng thời gian 46 năm, Torre thi đấu tổng cộng 270 ván tại Olympiad (+103 =124 –43), ghi 165 điểm (tỷ lệ thắng 61,1%). Ông đạt điểm số tuyệt đối cao thứ hai, kém Portisch (176½ điểm / 260 ván), nhưng có số ván đấu nhiều nhất.

#### Giải vô địch đồng đội châu Á
Torre đã tham gia sáu Giải vô địch cờ vua đồng đội châu Á (1977, 1979, 1981, 1983, 1986, 1993). Ông có thành tích xuất sắc tại giải đấu này khi bốn lần giành huy chương vàng cá nhân vào năm 1977 (Auckland), 1979 (Singapore), 1981 (Hàng Châu) và 1983 (New Delhi). Ngoài ra ông cũng đã giành được huy chương đồng năm 1993 (Kuala Lumpur). Trong tất cả sáu lần tham dự, Torre đều ngồi bàn đầu của tuyển Philippines. Ông đã thi đấu tổng cộng 43 ván (+29 =13 –1), đạt 35½ điểm, tỷ lệ thắng lên tới 82,6%.
Giải đấu xuất sắc nhất của Torre là giải năm 1983. Ông đạt số điểm gần tuyệt đối 8,5/9 (+8 =1), tỷ lệ thắng 94,4% và hiệu suất cao 2743, giành huy chương vàng cá nhân thứ tư của mình. Ván thua duy nhất của ông ở giải này vào năm 1986. Đây là giải duy nhất ông không có huy chương cá nhân.

#### Các giải đồng đội khác
Giải vô địch các thành phố châu Á
Vào năm 2002 và 2004, Torre đã ngồi bàn đầu của các đội Philippines tại các giải thứ 13 (Aden 2002, đội Manila) và 14 (Manila 2004, đội Tagaytay) của Giải vô địch các thành phố châu Á. Đội Philippines giành huy chương đồng tại giải 2002 và huy chương vàng giải 2004.
Đại hội thể thao châu Á
Trong Đại hội thể thao châu Á lần thứ 16, Torre đã giúp Philippines đứng thứ hai sau Trung Quốc, đánh bại đội Ấn Độ trong trận bán kết để giành huy chương bạc. Ông chơi 8 ván ở bàn dự bị, giành 5½ điểm (+4 =3 –1).
Giải vô địch cờ vua sinh viên thế giới
Torre đánh bàn 3 ở Giải vô địch cờ vua sinh viên thế giới năm 1969. Ông thua ván đấu duy nhất mình tham dự ở giải đấu này.

### Sự nghiệp sau này

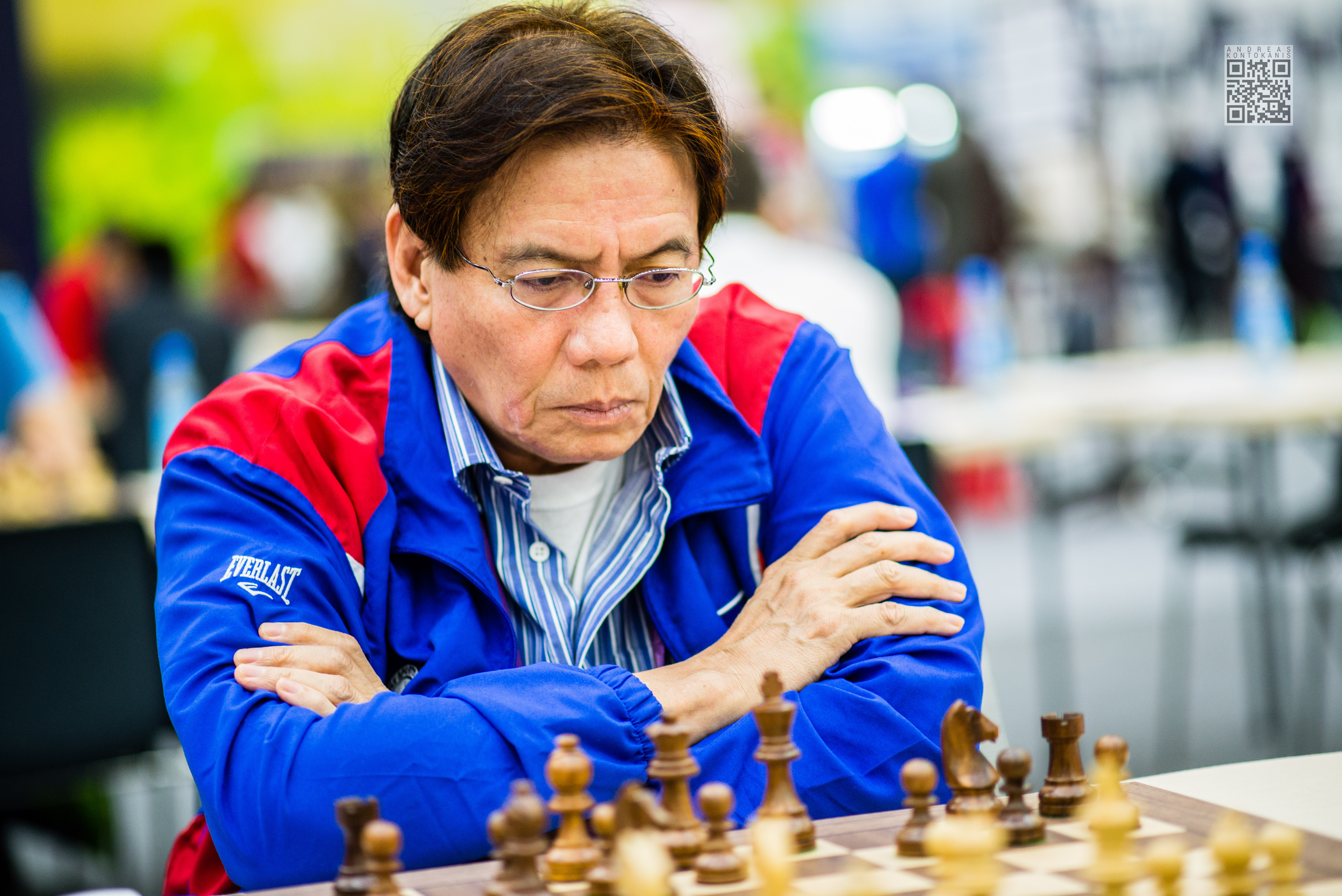
Torre năm 2016

Năm 2010, Torre dự Giải vô địch cờ vua quốc tế Calgary lần thứ 3 tại Alberta, Canada, nơi ông tìm lại phong độ xưa, kết thúc ở vị trí đồng hạng hai đến tư, thua duy nhất nhà vô địch, cũng là hạt giống số một giải Mikhalevski.
Vào tháng 6 năm 2014, Torre giành được ngôi vô địch tại Giải vô địch quốc gia. Với thành tích này, Torre trở thành kỳ thủ cao tuổi nhất vô địch Philippines ở tuổi 62. Ở giải đấu vòng tròn 12 kỳ thủ, ông đạt được 7½ điểm, bằng điểm nhưng hơn hệ số phụ á quân John Paul Gomez. Giải đấu này cũng là vòng loại chọn tuyển Olympiad 2014 và Torre có lần thứ 22 dự Olympiad.
Năm 2016, Torre đứng đầu danh sách trong đợt giới thiệu thứ hai vào Đại sảnh Danh vọng Thể thao Philippines do Ủy ban Thể thao Philippines tổ chức.
Vào tháng 10 năm, Torre đã giành ngôi vô địch lão tướng nội dung trên 65 tuổi ở Giải vô địch châu Á, được tổ chức tại Auckland, đạt số điểm tuyệt đối 9/9 điểm. Một năm sau, ông vẫn giữ được danh hiệu vô địch lão tướng trên 65 châu Á ở Tagaytay..

## Tình bạn với Bobby Fischer
Torre là bạn của Bobby Fischer. Ông là một trong những trợ tá của Fischer trong trận tái đấu năm 1992 với Boris Spassky ở Nam Tư. Sau đó một thời gian, Torre đã thực hiện các cuộc phỏng vấn với Fischer trên đài phát thanh Philippines dzRH MBC Sports Center. Những cuộc phỏng vấn khiến Fischer nổi tiếng và tạo ra cả sự tuyệt vọng cho người hâm mộ của ông khi ông tin rằng sẽ bị giết ở Hoa Kỳ sau khi bị trục xuất khỏi Nhật Bản. Torre đã tham gia vào năm 1996 khi Fischer Random Chess được ra mắt.

## Ván đấu đáng chú ý
Trong một giải đấu ở Manila năm 1976, Torre đánh bại đương kim vua cờ Anatoly Karpov trong một ván đấu, trở thành một phần của lịch sử cờ vua Philippines:
Karpov vs. Torre, Phòng thủ Sicilia, Tấn công Rauzer Richter (ECO B67)
1. e4 c5 2. Nf3 Nc6 3. d4 cxd4 4. Nxd4 Nf6 5. Nc3 d6 6. Bg5 e6 7. Qd2 a6 8. 0-0-0 Bd7 9. f4 b5 10. Qe1 Nxd4 11. Rxd4 Qb6 12. Rd2 Be7 13. Bd3 b4 14. Nd1 Bb5 15. Nf2 h6 16. Bh4 g5 17. fxg5 hxg5 18. Bg3?! (18. Bg5 Qa5! 19. Bxb5! axb5 20. Rd3 Rg8 21.h4 Qxa2 22. Qb4 Qc4 = / ∞ Ostojić ) Nh5 19. Ng4 Nxg3 20. hxg3 Rxh1 21. Qxh1 Rc8 22. Kb1 Bxd3 23. cxd3 Qd4! - / + 24. Qd1 a5 25. Nh2 g4 26. Nxg4 Bg5 27. Rc2 Rxc2 28. Kxc2 a4 29. a3 b3+ 30. Kb1 d5 31. exd5 Qxd5 32. Nf2 Qxg2 33. Ne4 Be3 34. Nc3 Qc6 35. d4 Qc4 36. d5 e5 37. Qh1 Qd3+ 38. Ka1 Bd4 39. Qh8+ Kd7 40. Qa8 Qf1+ 41. Nb1 Qc4 42. Qb7+ Kd6 43. Qb8+ Kxd5 44. Qd8+ Ke6 45. Qe8+ Kf5 46. Qd7+ Kg6 47. Qg4+ Kf6 48. Nc3 Qf1+ 0–1 

## Giải thưởng và thành tựu
- Đại kiện tướng đầu tiên của châu Á ở tuổi 22
- 23 lần tham dự Olympiad cờ vua, trong đó có 19 lần liên tiếp (1970–2006), 17 lần liên tiếp ngồi bàn 1 (1972–2004), thi đấu 270 ván
- Bốn lần huy chương đồng cá nhân Olympiad (Nice 1974, La Valletta 1980, Dubai 1986, Baku 2016)
- 6 lần vô địch quốc gia Philippines (1970, 2002, 2014)
- Vô địch giải The Marlboro-Loyola Kings Challenge 1976
- Bốn huy chương vàng (1977, 1979, 1981, 1983), một huy chương đồng (1993) cá nhân, bốn huy chương vàng (1977, 1979, 1981, 1986), một huy chương đồng (1993) đồng đội Giải vô địch cờ vua đồng đội châu Á
- Hạng 20 thế giới trong thập niên 1980
- Huy chương bạc đồng đội cờ tiêu chuẩn và huy chương đồng cá nhân cờ nhanh tại Đại hội thể thao Đông Nam Á 2005
- Á quân tại Giải cờ vua Bangkok mở rộng lần thứ 5 năm 2005 (7½/9 điểm, kém Ian Rogers hệ số phụ)
- Vô địch Cúp Tổng thống Gloria Macapagal Arroyo lần thứ 3 năm 2008 (7/9 điểm)
- Đồng hạng nhì Giải cờ vua quốc tế Calgary lần thứ 3 năm 2010
- Vô địch lão tướng châu Á trên 65 tuổi (2017, 2018)
- Giải thưởng thành tựu trọn đời của Hiệp hội nhà báo thể thao Philippines năm 2017[27]